# Odile Bailleux
Pour les articles homonymes, voir Bailleux (homonymie).
Odile Bailleux, née le 30 décembre 1939 à Trappes et morte le 18 novembre 2024 à Paris,, est une organiste et claveciniste française.

## Carrière
Elle suit des études musicales au conservatoire de Versailles et à l'École César-Franck de Paris, dans la classe d'orgue de Jean Fellot et Édouard Souberbielle. Après avoir participé en 1964 à l'académie internationale de l'orgue à Saint-Maximin et obtenu son diplôme en 1965, elle part en 1969 à Francfort travailler avec l'organiste Helmut Walcha, dont elle est l'une des rares organistes françaises à suivre l'enseignement.

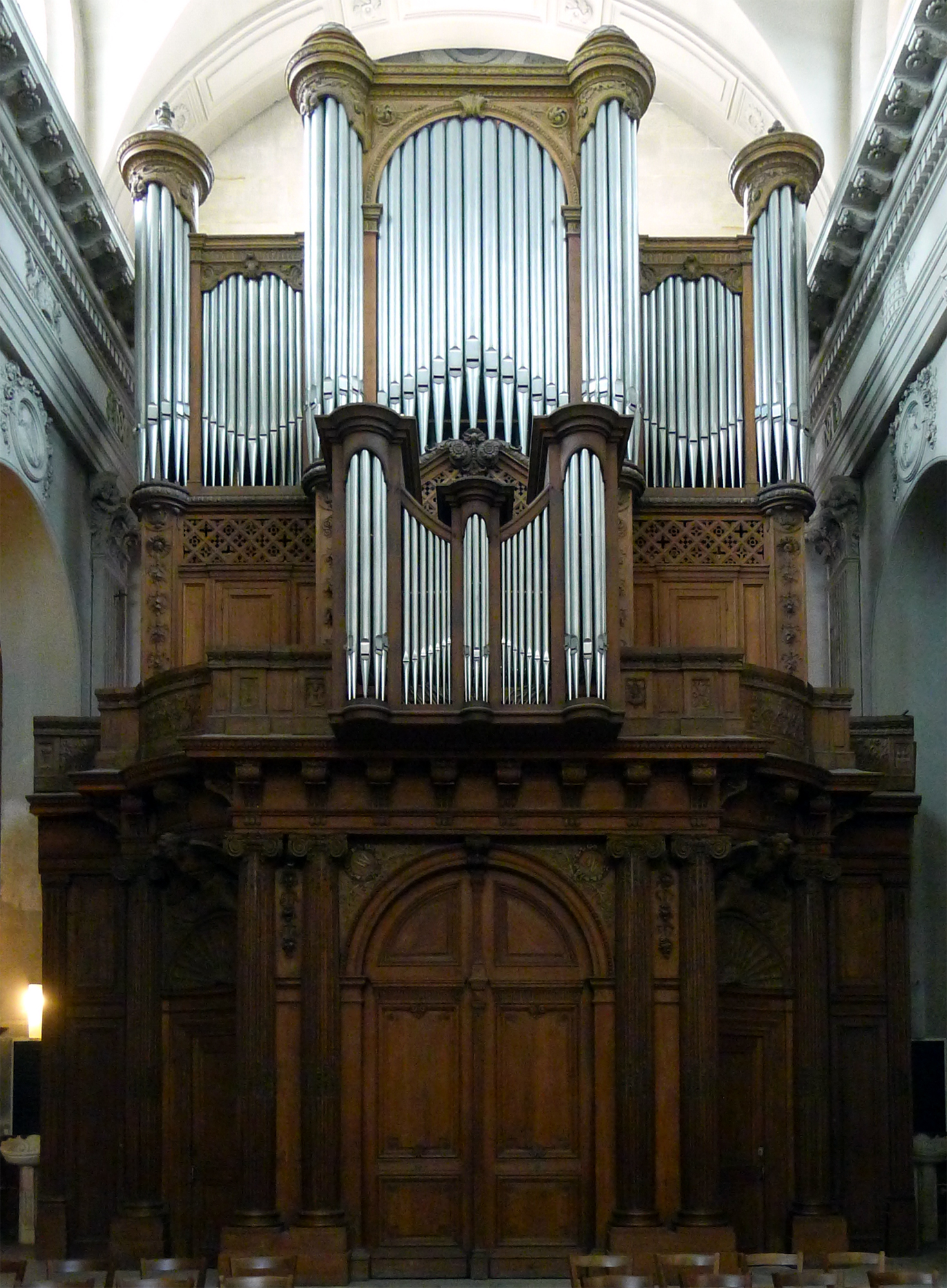
L'orgue de l'Église Notre-Dame-des-Blancs-Manteaux.

Dès 1966, Odile Bailleux est la suppléante d'Antoine Reboulot au grand orgue de l'abbaye de Saint-Germain-des-Prés, à Paris et depuis 1973, cotitulaire avec André Isoir, au même poste. Elle enseigne l'orgue depuis 1980 au conservatoire de Bourg-la-Reine. Elle est titulaire du grand orgue de l'église Notre-Dame-des-Blancs-Manteaux en 1990. En 1982, elle est membre du jury du concours international d'orgue de Bruges.
Comme claveciniste, elle assure le continuo dans le groupe Musique-Ensemble et dans La Grande Écurie et la Chambre du Roy depuis 1977.
Elle reconnaît dans son jeu l'influence de Walcha, Gustav Leonhardt, Scott Ross et Michel Chapuis.

## Discographie

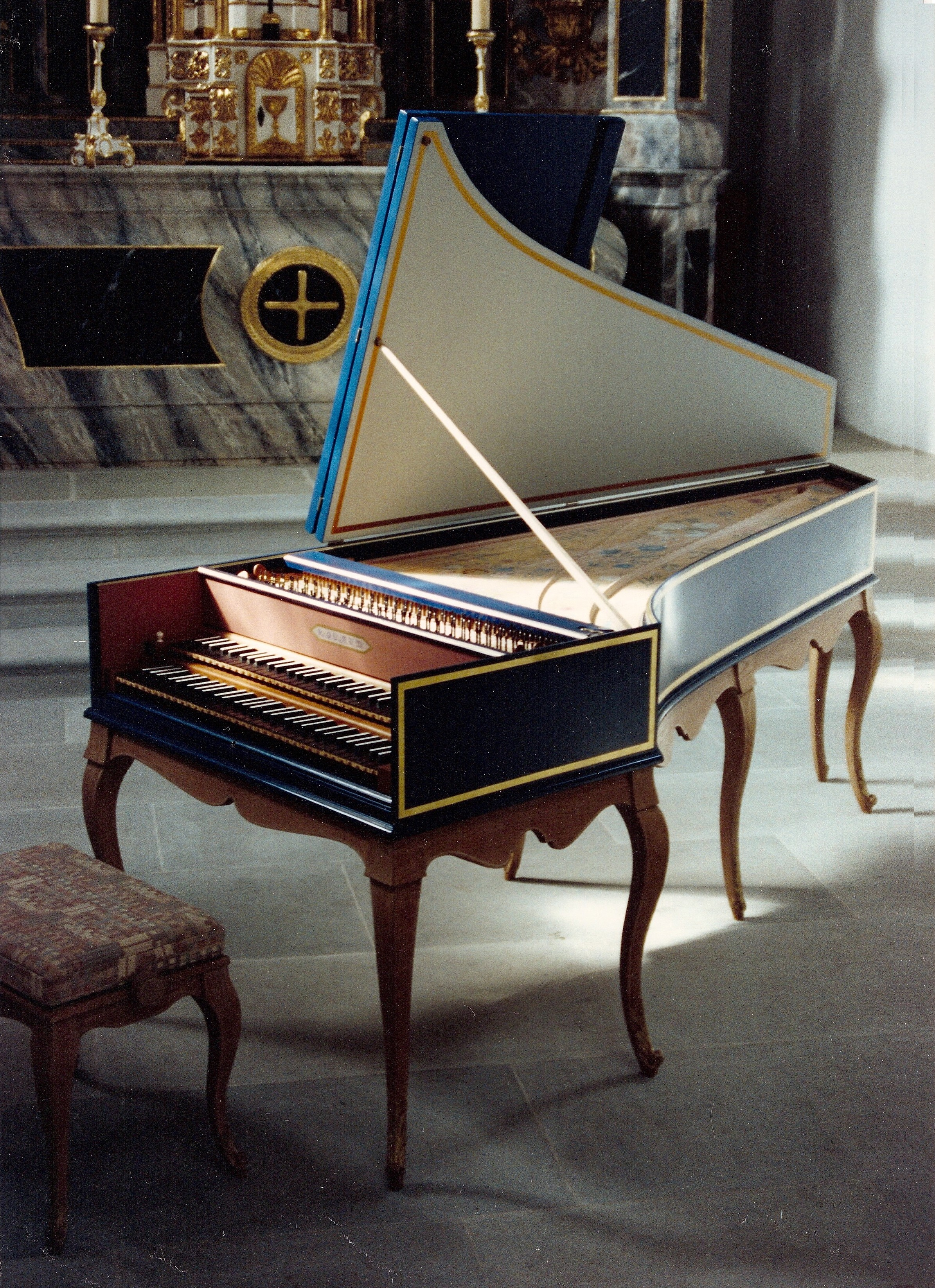
Clavecin de style français.

Odile Bailleux a réalisé peu d'enregistrements en soliste, alors qu'elle apparaît dans beaucoup de ceux effectués avec Jean-Claude Malgoire :
- Marc-Antoine Charpentier: Leçons de Ténèbres, H.96, H.97, H.98/108, H.102, H.103, H.109, H.105, H.106, H. 110, H.100 a, dir. Jean Claude Malgoire. 3 LP CBS 1978.
- Marc-Antoine Charpentier: Vêpres Solennelles H.540, H.190, H.50, H.149, H.52, H.150, H.51, H.161, H.191, H.65, H.77, John Elwes, Ian Honeyman, tenors, Agnès Mellon, Brigitte Bellamy, sopranos, Dominique Visse, Jean Nirouet, countertenors, Philippe Cantor, Jacques Bona, baritones, Chœur régional- Nord Pas de Calais, La Grande Écurie et la Chambre du Roy, Odile Bailleux, organ, conducted by Jean-Claude Malgoire (2 CD CBS Sony 1987)
- Marc-Antoine Charpentier: Messe a 4 Chœurs et 4 Orchestres H.4, dir. Jean Claude Malgoire. CD Erato 1991.
- Nicolas de Grigny: Premier livre d'orgue (octobre 1983, 2CD XCP / Gueul'Ard)[5] (OCLC 717413265 et 822757168). Diapason d’or
- Francisco Correa de Arauxo: Facultad organica : 13 tientos (avril 1990, Erato 2292-45604-2) (OCLC 610466768)
- Johann Jakob Froberger: Œuvres pour orgue : Toccata, Ricercare, Canzone… - orgue de la chapelle du Séminaire de jeunes à Avignon et de l'église Saint-Sauveur de Manosque  (1977, Disque Stil 2810S77) (OCLC 12654721)